# کلیسای جامع برازیلیا

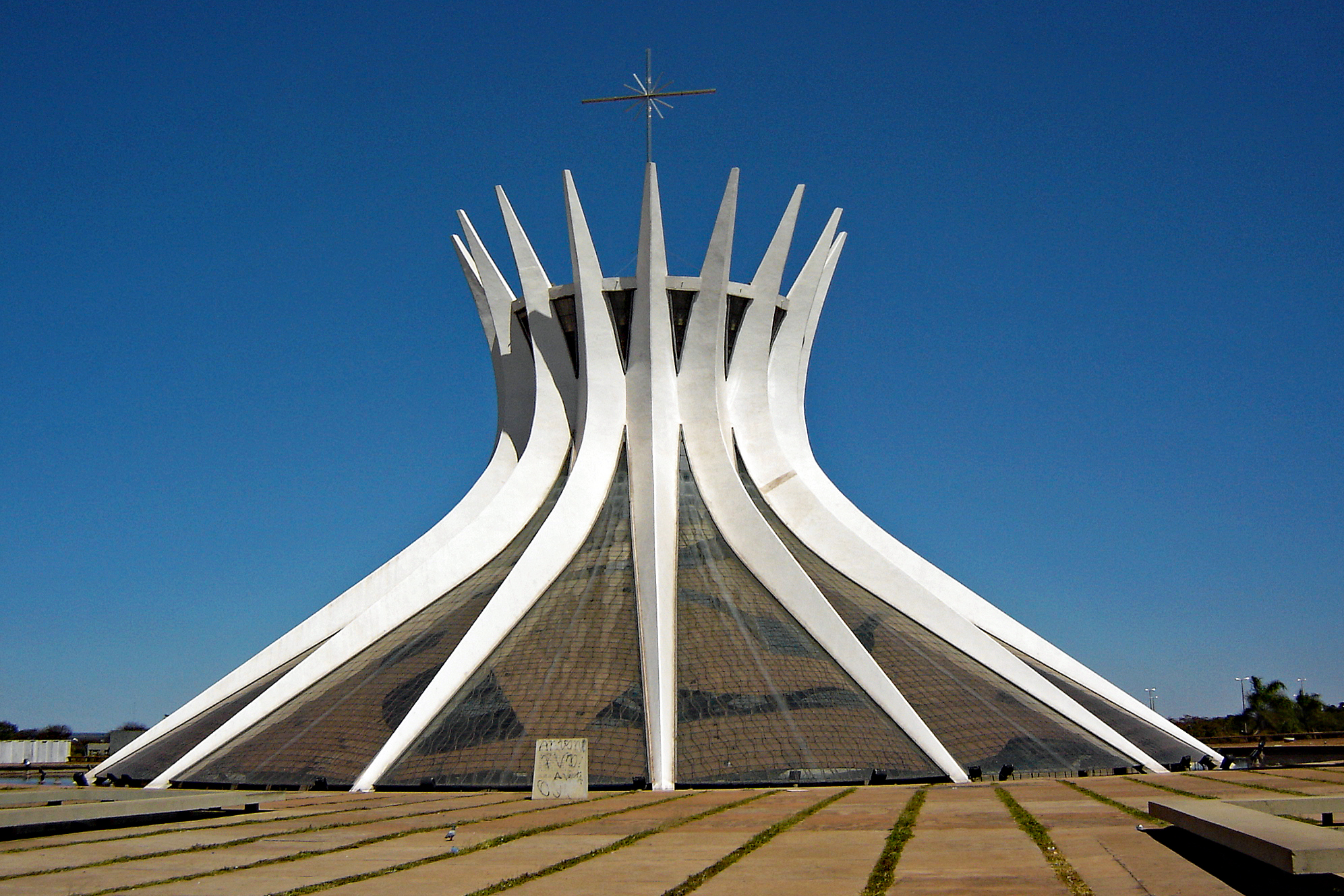
کلیسای جامع برازیلیا

کلیسای جامع برازیلیا (انگلیسی: Cathedral of Brasília) یک کلیسای جامع کاتولیک در برازیلیای برزیل و کرسی اسقف‌نشین برزیلیا است. ساختمان این کلیسا اثر معمار برزیلی اسکار نیمایر‌ است و در ۳۱ مه ۱۹۷۰ تکمیل شده‌است. طرح سازه هذلولی‌وار آن از ۱۶ ستون بتنی تشکیل شده که هر کدام ۹۰ تن وزن دارند.